# Roßbachtal
Roßbachtal war eine Gemeinde im hessischen Dillkreis. Heute gehört das ehemalige Gemeindegebiet zur Stadt Haiger im Lahn-Dill-Kreis.

## Geschichte
Im Zuge der Gebietsreform in Hessen entstand am 1. Oktober 1971 die neue Gemeinde Roßbachtal durch den freiwilligen Zusammenschluss der Gemeinden Niederroßbach und Oberroßbach. Bereits am 1. Januar 1977 wurde diese Gemeinde kraft Landesgesetz in die Stadt Haiger eingegliedert. Die ehemals eigenständigen Gemeinden wurden Stadtteile von Haiger. Ortsbezirke wurden nicht gebildet.

### Einwohnerzahlen
| Ort           | Einwohner 1961 | Einwohner 1970 |
| ------------- | -------------- | -------------- |
| Niederroßbach | 417            | 509            |
| Oberroßbach   | 461            | 513            |
| Roßbachtal    | 878            | 1022           |